# 御間都比古神社
御間都比古神社（みまつひこじんじゃ）は、徳島県佐那河内村に鎮座する神社である。

## 歴史
創建年は不詳。祭神の御間都比古色止命は佐那河内の開拓神で、成務天皇の頃に9世孫の韓背足尼が長国造となり長峯の中腹（現在の下中峰）に奉祀したのが始まりとされる。醍醐天皇の時代に国幣小社に列せられた。

## 祭神
- 御間都比古色止命（みまつひこいろとのみこと）

## 交通
- JR徳島駅より車で約40分。